# Riu Gàmbia
El riu Gàmbia és un riu navegable de l'Àfrica Occidental, que creua en la major part del seu recorregut la república de Gàmbia, a la qual dona nom. La seva longitud és de més de 1.100 quilòmetres. Neix al massís de Futa Djalon, a Guinea. El riu és navegable gairebé la meitat del seu curs.
Hi ha moltes illes al mig del riu, entre les quals la de Georgetown, amb la ciutat de Janjanbureh, i la de Baboon, on habiten els babuïns. A la vora d'aquesta illa es troba encara algun hipopòtam i també alguns cocodrils.
El riu desemboca a l'oceà Atlàntic en forma d'estuari on es confonen el mar i el riu. Per això els primers dos-cents quilòmetres de riu són d'aigua salada.
El tractat de cessió de la part principal del riu, prop de l'Atlàntic, a favor de Gran Bretanya, es va signar el 15 de juny de 1825 entre el rei Burnay de Barra i Kenneth Mc Cauley, governador interí de Sierra Leone. La convenció de duanes no s'aplicava als vaixells francesos navegant des de o cap a la factoria francesa de Fort Albreda. A més a més el rei va cedir un territori a la riba nord d'una milla cap a l'interior entre Bonyadoo Creek i Jokadoo Creek excloent el territori d'Albreda. En el tractat també es prohibia el tràfic d'esclaus i Gran Bretanya es comprometia a pagar 400 dòlars espanyols anuals al rei i successors. El 19 de juny de 1926 un tractat va delimitar el domini de la factoria d'Albreda.

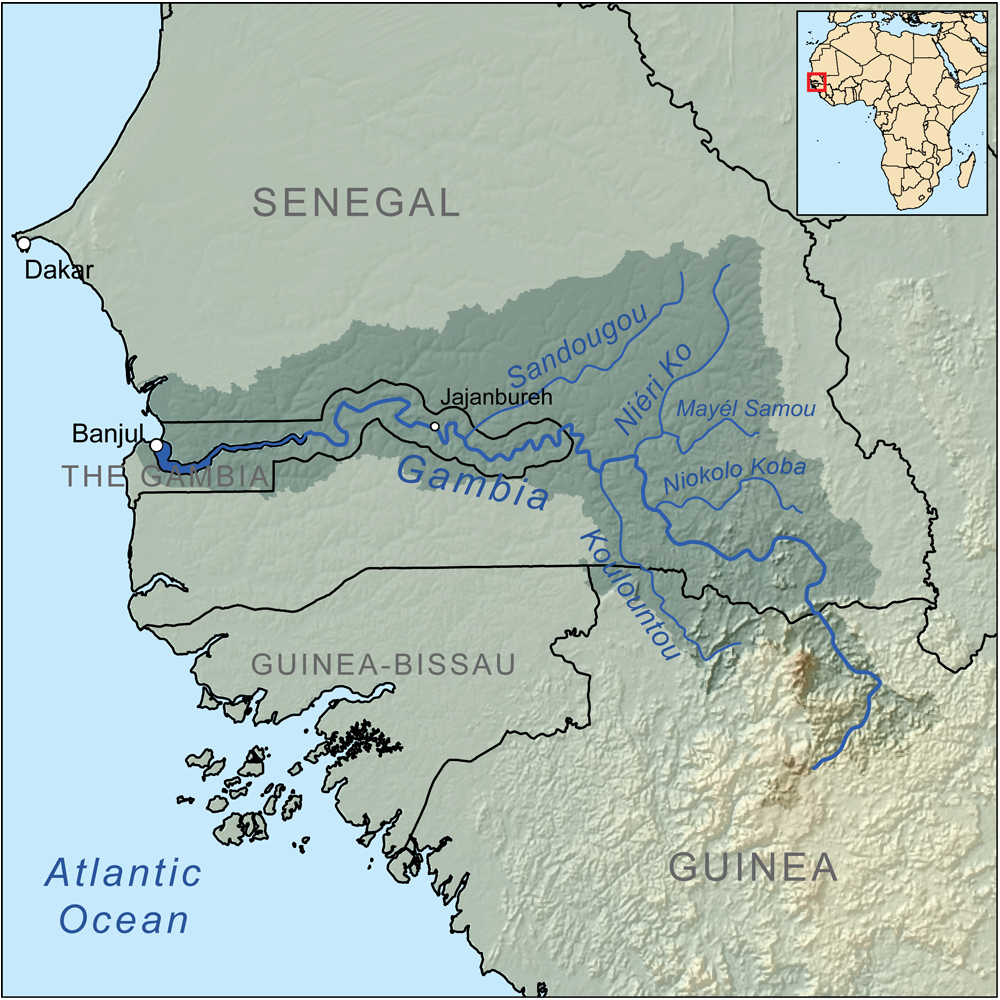
Mapa de la conca hidrogràfica del riu Gàmbia

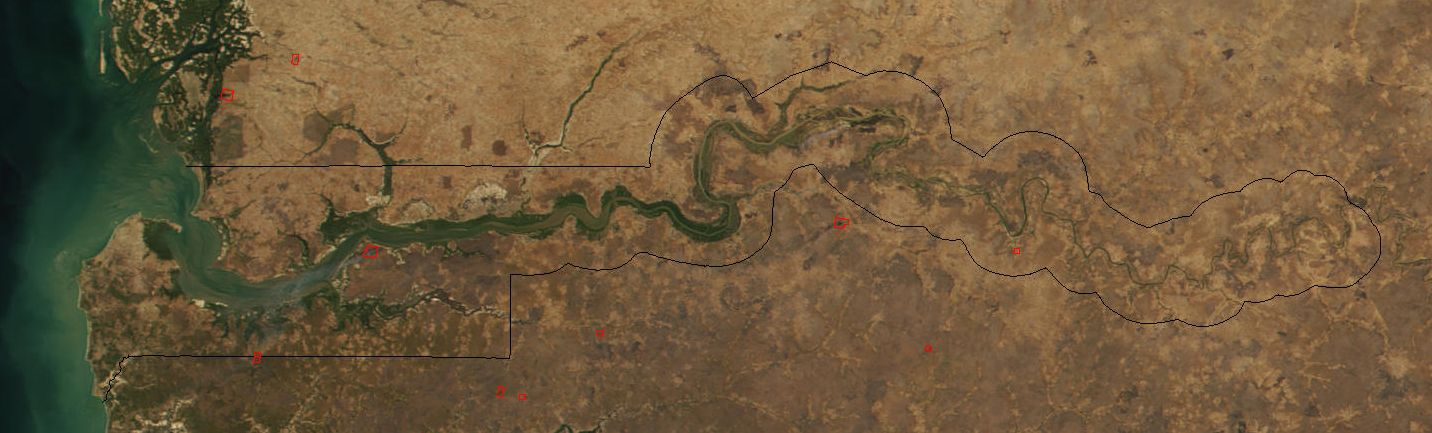
Imatge de satèl·lit del riu Gàmbia, amb les fronteres estatals de Gàmbia i del Senegal assenyalades